# Pamalican
Pamalican (que quiere decir "Isla Pacífica") es una pequeña isla del Archipiélago Cuyo en el Mar de Joló, entre Palawan y Panay, en la parte norte de la provincia de Paragua en las Filipinas. La isla está situada en medio de un arrecife de coral de 7 kilómetros cuadrados. Tiene una longitud de 2,5 kilómetros, y sólo mide 500 metros en su punto más ancho.
La isla fue explotada originalmente como una plantación familiar. Fue comprada por Andrés Soriano Jr., un empresario local. Sus hijos se decidieron a construir un centro turístico en la isla y ceder la responsabilidad de su administración.